# Gilles Néret
Gilles Néret (n. 6 noiembrie 1933, Paris, Île-de-France, Franța – d. 3 august 2005, Paris, Île-de-France, Franța) a fost un istoric de artă, editor de artă, jurnalist și scriitor francez.

## Cariera
Născut în 1933, a plecat la Londra în anul 1951 unde a lucrat ca jurnalist la Agence France-Presse timp de trei ani. A fost unul dintre principalii experți în istoria eroticii. La întoarcerea în Franța, a lucrat pentru revista Constellation înainte de a pleca în Japonia, unde a organizat expoziții retrospective ale artiștilor Auguste Renoir, Fernand Léger și Salvador Dali, înainte de a fonda Muzeul Seibu și galeria Wildenstein din Tokyo. Din 1992, a fost redactorul editurii Taschen, pentru care a pregătit un număr semnificativ de biografii creative scurte ale artiștilor celebri. A realizat un catalog intitulat Erotica Universalis.
A publicat numeroase lucrări despre pictura lui Claude Monet, Édouard Manet și Velasquez și a publicat lucrări despre Salvador Dalí în colaborare cu Robert Descharnes. Multe dintre ele au fost publicate de Taschen.
A fost distins cu Premiul Élie-Faure în anul 1981 pentru colecția de cărți de artă À l'école des grands peintres.

## Premii
- 1981 - Premiul Elie Faure.

## Scrieri
- Gilles Néret. Erotica universalis. Taschen, 2014.577 p. ISBN 978-3-8365-4778-9
- Néret Gilles. Erotik in der Kunst. - TASCHEN , 1992 .-- 200 p. - ISBN 3-8228-7853-7
- Descharnes Robert, Néret Gilles. Dali. - TASCHEN , 1993 .-- 782 p.
- Néret Gilles. Dali. - M.: TASCHEN , Art Rodnik, 2001 .-- 96 p. - (Seria mică de arte). - ISBN 5-88896-057-8
- Néret Gilles. Michelangelo / Per. cu fr. Kirill Svetlyakov. - M . TASCHEN , Art Rodnik, 2001 .-- 96 p. - (Înapoi la sursa viziunii). - ISBN 5-88896-084-5
- Néret Gilles. Malevich / Per. cu fr. L. Boris. - M . TASCHEN , Art Rodnik, 2003 .-- 96 p. - (Înapoi la sursa viziunii). - ISBN 5-9561-0015-X
- Néret Gilles. Renoir. Artist al fericirii. - M. TASCHEN , Art Rodnik, 2003 .-- 440 p. - ISBN 5-88896-107-8
- Néret Gilles. Michelangelo / Per. cu fr. Kirill Svetlyakov. - M. TASCHEN , Art Rodnik, 2004 .-- 96 p. - (Seria mică de arte). - ISBN 5-88896-084-5
- Néret Gilles. Roden. Sculptură și desen / transl. cu fr. V. Bolșkov. - M. TASCHEN , Art Rodnik, 2004 .-- 96 p. - (Înapoi la sursa viziunii). - ISBN 5-9561-0043-5
- Déjarn Robert, Néret Gilles. Dali. Pictura / Per. cu fr. L. Boris. - M. TASCHEN , Art Rodnik, 2004 .-- 780 p. - ISBN 5-9561-0065-6
- Néret Gilles. Rubens / Trans. cu fr. Lyudmila Kaysarova. - M. TASCHEN , Art Rodnik, 2005 .-- 96 p. - (Înapoi la sursa viziunii). - ISBN 5-9561-0122-9
- Néret Gilles. Manet / Trans. cu fr. N. Belokhvostova. - M. TASCHEN , Art Rodnik, 2006 .-- 96 p. - (Înapoi la sursa viziunii). - ISBN 5-9561-0198-9
- Néret Gilles. Lempicka / Per. cu fr. N. Pozdnyakova. - M. TASCHEN , Art Rodnik, 2006 .-- 80 p. - (Înapoi la sursa viziunii). - 3000 exemplare. - ISBN 5-9561-0190-3
- Néret Gilles. Devils. - TASCHEN , 2007 .-- 192 p. - (ICONS). - ISBN 978-3-8228-2461-0
- Néret Gilles. Klimt. - M. TASCHEN , Art Rodnik, 2007 .-- 96 p. - (Seria mică de arte). - ISBN 3-8228-7151-6 , 978-5-9561-0285-5
- Néret Gilles. Klimt. - M. TASCHEN , Art Rodnik, 2009 .-- 96 p. - (Seria mică de arte). - ISBN 978-5-9561-0285-5
- Déjarn Robert, Néret Gilles. Dali. Pictură (set cadou de 2 cărți) / Per. cu fr. L. Boris. - M. TASCHEN , Art Rodnik, 2009 .-- 780 p. - ISBN 978-5-404-00056-6
- Néret Gilles. Renoir. Artist al fericirii. - M. TASCHEN , Art Rodnik, 2009 .-- 440 p. - ISBN 5-88896-107-8 .
- Néret Gilles. Klimt. Lumea în imagini feminine. - M. TASCHEN , 2011 .-- 96 p. - (Seria mică de arte). - 3000 exemplare. - ISBN 978-5-404-00255-3
- Néret Gilles. Matisse. Aplicații / Per. cu fr. I. Leite. - M. TASCHEN , Art Rodnik, 2011 .-- 96 p. - 2500 exemplare. - ISBN 978-5-404-00134-1
- Néret Gilles. Erotica universalis. - TASCHEN , 2014 .-- 577 p. - ISBN 978-3-8365-4778-9